# Persoonia chamaepitys
Espèce
Classification phylogénétique
Persoonia chamaepitys est une espèce de plante à fleurs de la famille des Proteaceae.
C'est une plante rampante pouvant atteindre 20 cm de haut sur 1 m de diamètre. Les feuilles vert clair font 1 mm de large sur 15 de longueur. Les fleurs jaunes, groupées en grappes, rappellent celles des Grevillea et apparaissent en été et dégagent un parfum agréable.
On la trouve sur la côte est de l'Australie.

## Référence
- http://www.anbg.gov.au/gnp/interns-2005/persoonia-chamaepitys.html